# Aksarka
Aksarka (russisch Аксарка; nenzisch Хояˮ-Сале, Choja-Sale) ist ein Dorf (selo) im Autonomen Kreis der Jamal-Nenzen in Russland mit 3133 Einwohnern (Stand 14. Oktober 2010).

## Geographie
Der Ort liegt gut 50 km Luftlinie östlich des Kreisverwaltungszentrums Salechard im Nordwestteil des Westsibirischen Tieflands unmittelbar am nördlichen Polarkreis. Er befindet sind am rechten Ufer des Ob gut 150 km oberhalb seiner Mündung in den Obbusen und etwa 15 km oberhalb der Einmündung des rechten Nebenflusses Aksarka.
Aksarka ist Verwaltungszentrum des Rajons Priuralski sowie Sitz der Landgemeinde Aksarkowskoje selskoje posselenije, zu der acht weitere Ortschaften gehören: am rechten Ufer des Ob liegen die Siedlungen Gornoknjasewsk (40 km westlich) und Tschapajewsk (13 km südöstlich) sowie das Dorf Charsaim (23 km westlich), am linken Ufer des Ob beziehungsweise seinen linken Nebenarmen befinden sich die Siedlungen Jambura (50 km nordöstlich), Towopogol (10 km ostsüdöstlich) und Wylposl (25 km westnordwestlich) sowie das Dorf Chalaspugor (23 km nordwestlich), die Siedlung Seljony Jar liegt 33 km südwestlich am Ob-Nebenfluss Polui.

## Geschichte
Erstmals erwähnt wurde der Ortsname als (russifizierte) Bezeichnung für den Woksarkowski ulus der nomadisch lebenden nenzischen indigenen Bevölkerung des Gebietes 1868, woraus die Bezeichnung Oksarkowskije jurty für eine erste ständige Siedlung ab 1897 hervorging (abgeleitet vom unterhalb einmündenden Fluss). Dieses Jahr gilt als Gründungsjahr. Später setzte sich die heutige Schreibweise durch; unter den Nenzen ist jedoch die Bezeichnung Choja-Sale (etwa „Birkenkap“) üblich, die Bezug auf die Birkenwälder nimmt, die sich zwischen Salechard und der Mündung des Ob an seinem rechten, dort höheren Ufer erstrecken.
Das eigentliche Dorf entstand um 1930, als während der „Entkulakisierung“ Bauern aus den Gebieten der heutigen Oblaste Astrachan, Tscheljabinsk und Tjumen nach dort zwangsumgesiedelt wurden. Am 26. Juni 1940 wurde der Verwaltungssitz des am 10. Dezember 1930 gegründeten Priuralski rajon (etwa „Uralnaher Rajon“) aus dem etwa 90 km nordöstlich am linken Ob-Nebenfluss Schtschutschja gelegenen Dorf Schtschutschje nach Aksarka verlegt.

### Bevölkerungsentwicklung
| Jahr | Einwohner |
| ---- | --------- |
| 1939 | 1364      |
| 1959 | 1488      |
| 1970 | 1752      |
| 1979 | 2171      |
| 1989 | 2365      |
| 2002 | 2569      |
| 2010 | 3133      |

Anmerkung: Volkszählungsdaten

## Verkehr
Nach Aksarka führt eine Straße von Salechard, wo sich ein Flughafen befindet und Verbindung über den Ob (im Sommer per Autofähre, in Winter per Eisstraße) nach Labytnangi mit der nächstgelegenen Bahnstation befindet. Von Aksarka verläuft die Straße weiter in südöstlicher Richtung als Winterpiste in das etwa 250 km entfernte Nadym.
Aksarka besitzt eine Anlegestelle am Ob.